# Apocarotenal
El apocarotenal o beta-apo-8'-carotenal es un colorante natural anaranjado que procede del metabolismo del caroteno (aldehído) y del retinol. Se emplea como colorante en la industria alimentaria y se denomina con el código: E160e. Su empleo es frecuente, su origen natural no produce efectos nocivos sobre la salud, siempre que se aplique en cantidades razonables. 

## Características
El apocarotenal es un apocarotenoide soluble en lípidos y que es capaz de proporcionar color de forma natural a productos vegetales como son las hortalizas: tomates, zanahorias, espinacas, etc. A frutas como las naranjas y mandarinas. Puede encontrarse igualmente en productos de origen animal como puede ser la yema del huevo, marisco, exoesqueletos de insectos, etc. Su presencia en forma de polvos anaranjados es soluble en lípidos. Se puede preparar igualmente de forma sintética a partir de subproductos del petróleo.

## Usos
El apocarotenal aparece en combinación con otros carotenos (como el licopeno) y su aplicación a ciertos alimentos mediante la industria de la alimentación se ha hecho de forma extensiva desde comienzos del siglo XX. Es frecuente su empleo en la coloración naranja de margarinas, de salsas y condimentos específicos de ensaladas, lácteos, y dulces diversos.

## Salud
En cantidades razonables el colorante resulta poco lesivo para la salud humana. No obstante se han realizado estudios en los que se ha demostrado que bajo ciertas circunstancias es cancerígeno en animales. Se puede sintetizar mediante oxidación del betacaroteno en presencia de permanganato potásico.